# Yvoir
Pour les articles ayant des titres homophones, voir Ivoire et Yvoire.
Yvoir (en wallon Uwar) est une commune francophone de Belgique située en Région wallonne dans la province de Namur, ainsi qu’une localité où siège son administration.

## Géographie
Yvoir est située dans le Condroz, au centre de la Région wallonne ; le village de Spontin en est le centre géographique.
La commune est articulée autour de deux cours d'eau, perpendiculaires entre eux : le Bocq et la Meuse. Le Bocq, affluent de la Meuse en rive droite, est bordé sur ses deux rives par des villages ruraux de plateau tels Évrehailles, Dorinne, Durnal, Mont et Purnode. La Meuse, qui marque la frontière avec la commune d'Anhée à l'ouest, est bordée par les localités de Godinne, Houx et Yvoir. Cette dernière entité, qui est le centre administratif de la commune, est située au confluent des deux cours d'eau. De plus, la Meuse laisse apparaître légèrement en amont du confluent l'île d'Yvoir, qui est la seule île à fonction touristique du pays.
À l'est de la commune, l'E411 (Namur-Luxembourg) dessert les villages de Durnal et de Spontin.
Yvoir est entourée par les communes d'Anhée à l'ouest, Dinant au sud, Profondeville au nord-ouest, Assesse au nord-est et Ciney à l'est.
La superficie totale est de 56,84 km2.

### Sections
| # | Nom         | Superficie. (km²) | Habitants (2020) | Habitants par km² | Code INS |
| - | ----------- | ----------------- | ---------------- | ----------------- | -------- |
| 1 | Yvoir       | 8,21              | 1.963            | 239               | 91141A0  |
| 2 | Évrehailles | 10,60             | 1.508            | 142               | 91141A1  |
| 3 | Houx        | 4,28              | 256              | 60                | 91141A2  |
| 4 | Godinne     | 3,55              | 1.605            | 452               | 91141B0  |
| 5 | Mont        | 2,63              | 726              | 276               | 91141B1  |
| 6 | Durnal      | 10,36             | 1.111            | 107               | 91141C   |
| 7 | Spontin     | 7,55              | 840              | 111               | 91141D   |
| 8 | Dorinne     | 6,28              | 550              | 88                | 91141E   |
| 9 | Purnode     | 3,61              | 549              | 152               | 91141F   |

### Communes limitrophes
| Profondeville | Assesse |       |
| Anhée         | Yvoir   | Ciney |
| Onhaye        | Dinant  | Ciney |

## Démographie

### Avant la fusion des communes
- Source : DGS recensements population
- 1970: Annexion de Evrehailles et Houx en 1965

### Commune fusionnée
En tenant compte des anciennes communes entraînées dans la fusion de communes de 1977, on peut dresser l'évolution suivante :
Les chiffres des années 1831 à 1970 tiennent compte des chiffres des anciennes communes fusionnées.
- Source: DGS, de 1831 à 1981 = recensements population; à partir de 1990 = nombre d'habitants chaque 1 janvier[2]

## Histoire
Il subsiste aujourd'hui les ruines du château médiéval de Poilvache datant des XIIIe et XVe siècles, surplombant la Meuse et dominant le village de Houx. Il occupa une position stratégique au Moyen Âge aux confins de la principauté de Liège et du comté de Namur, lors de la guerre de la Vache.
La région connut une industrie florissante entre le XVIe et le XXe siècle : métallurgie, carrières, eaux.
Sous l'Ancien régime, la seigneurie foncière d'Yvoir appartenait à la famille de Corioule. En 1688, Jacques de Corioule cède la seigneurie en engagère à Jean de Montpellier (1634-1702), maître de forges à Yvoir (dès 1670), Houx et Annevoie, époux de Marie de Halloy. Son fils Jean (1679-1740) la relèvera en 1707, mais en 1727 il sera contraint de rétrocéder le fief à Philippe-François de Woelmont, époux de Marie-Gertrude de Corioule, qui en opère le retrait lignager.
En 1753, l'impératrice Marie-Thérèse vend la seigneurie hautaine d'Yvoir à Etienne de Wilmet, époux de Marie-Françoise de Montpellier, qui en deviendra également seigneur foncier.
En 1868, Marie de Montpellier, fille du colonel Constant de Montpellier de Vedrin et de Henriette de Wilmet d'Yvoir, et sa tante Charlotte de Bruges, vendent le château et le domaine d'Yvoir à Alfred Dapsens.
Le noyau de l'actuel château a été construit par Jean de Montpellier vers 1681 et remanié par la famille de Wilmet à la fin du XVIIIe siècle.
C'est à Houx et à Yvoir le dimanche 12 mai 1940 en fin d'après-midi, que les Allemands de la Voraus-Abteilung Werner (Oberst Paul Hermann Werner), avant garde de la 5e Panzerdivision (Max von Hartlieb-Walsporn) mais temporairement sous contrôle de la 7e Panzerdivision (Erwin Rommel), atteignirent la Meuse, étant ainsi la première formation allemande parmi celles engagées dans les Ardennes à atteindre le fleuve. Voyant le pont encore intact, les automitrailleuses allemandes tentent de s'en emparer ; mais le pont est défendu par un peloton et demi du 5e régiment de chasseurs ardennais, disposant notamment d'un canon antichar de 47 mm ATK qui repousse l'attaque, et sous le feu allemand l'un des défenseurs parvient à activer le dispositif de destruction du pont, y laissant sa vie, l'explosion du pont entraînant dans la Meuse une automitrailleuse allemande (avec son équipage) immobilisée dessus par le canon antichar. Werner doit ainsi faire rechercher à ses unités un autre passage sur la Meuse : elles le trouveront à Houx.

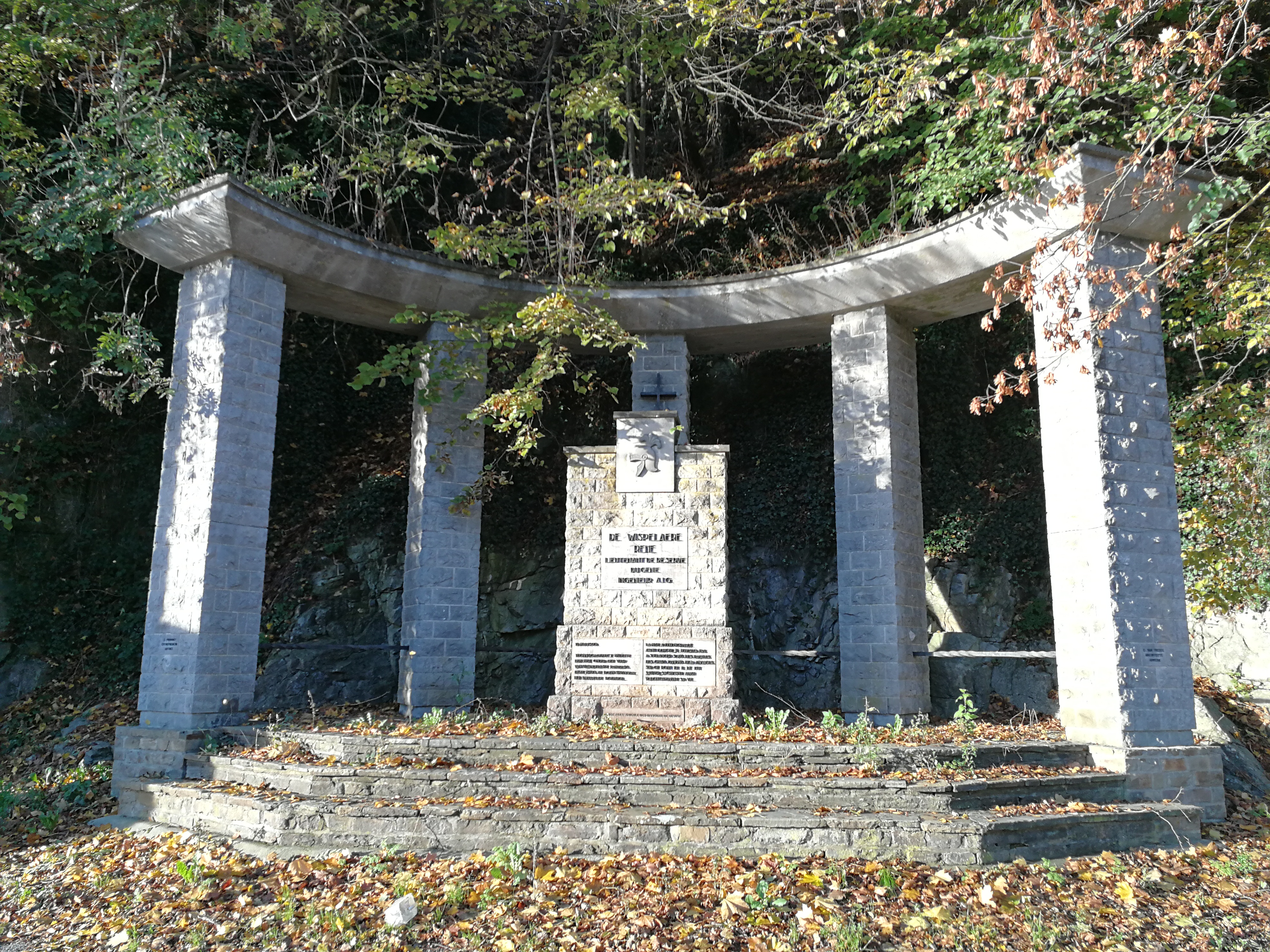
Mémorial en l'honneur du lieutenant de réserve René De Wispelaere, qui a fait sauter le pont au sacrifice de sa vie à l'arrivée des soldats allemands le 12 mai 1940. Œuvre par E. Van Treek, Anvers. Erigé par l'amicale des officiers de Dinant.

Isolé sur la rive droite où il venait de passer juste avant l'arrivée des Allemands qu'il ignorait, le colonel Tachet des Combes, commandant le 129e RI, est tué.
Le lendemain matin, à 4 h 30, les Allemands du II./Schützen-Regiment 13 (de la 5. Panzer-Division) essayent de traverser la Meuse au sud d'Yvoir sur des canots pneumatiques. Les mitrailleuses françaises réagissent et coulent les canots, avec leurs occupants qui sont trop lourdement équipés. Voyant qu'elle tourne à l'échec, Von Hartlieb annule l'opération ; ses troupes ont en effet obtenu plus de succès à Houx où elles ont établi une tête de pont.
La commune d'Yvoir fut créée en 1976. Elle résulte de la fusion des anciennes communes d’Yvoir (qui avait déjà intégré précédemment Évrehailles et Houx en 1964), Godinne (qui comprenait Mont depuis 1964), Purnode, Dorinne, Durnal et Spontin.
Les deux instituts d'Yvoir : Notre-Dame de Lourdes (pour garçons) et Sacré-Cœur (pour filles) ont marqué la vie du vingtième siècle du village, ainsi que des environs, où travaillaient plus de 150 personnes : éducateurs, instituteurs, employés et ouvriers, sans oublier les nombreuses religieuses, dont sœur Aline qui y travailla plus de 60 ans et qui fit rédiger ses mémoires.

## Héraldique
|  | La ville possède des armoiries octroyées le 12 novembre 1957 et confirmées le 2 février 1978 après la fusion des communes. Elles sont celles de la famille Corioule, Seigneurs d'Yvoir du XIVe siècle à 1743, sous l'ancien régime. De 1957 à 1978, le blasonnement étaient : D'argent à trois roses de gueules. L'écu sommé d'un heaume d'argent, grillé, colleté et liseré d'or, doublé et attaché de gueules, aux bourrelet et lambrequins d'argent et de gueules. Cimier: un buste de more tortillé d'argent, portant un vêtement de gueules. Blasonnement : D'argent à trois roses de gueules - l'écu sommé d'un heaume d'argent, grillé, colleté et liseré d'or, doublé et attaché de gueules, aux bourrelet et lambrequins d'argent et de gueules - cimier: un buste de more tortillé d'argent, habillé de gueules. Source du blasonnement : Heraldy of the World. |

## Politique et administration

### Conseil et collège communal 2024-2030

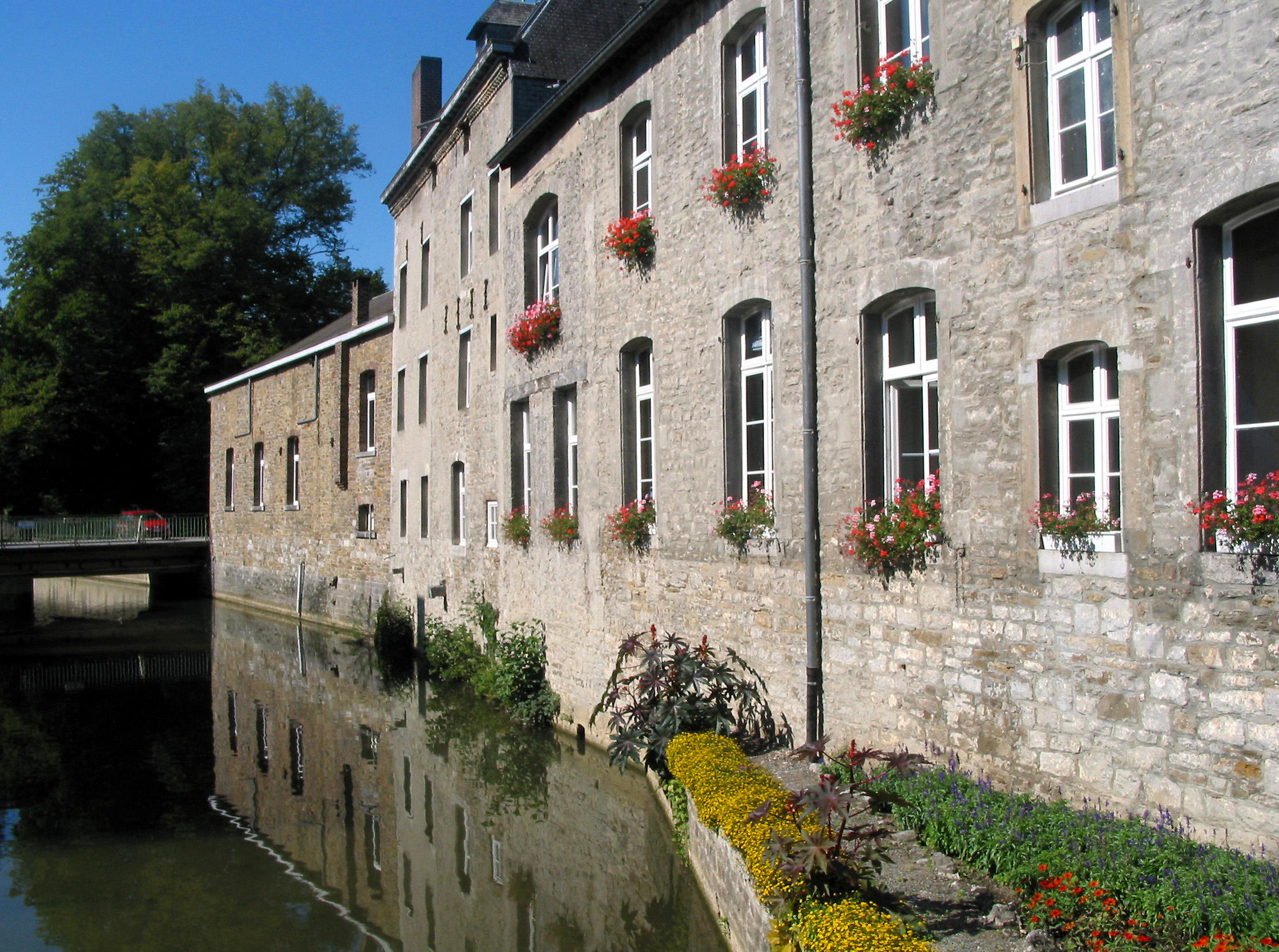
Le Bocq longeant la maison communale.

Le pacte de majorité pour la commune d’Yvoir repose sur les listes  "La Relève" et « Ensemble pour Yvoir », qui, ensemble, détiennent 13 sièges sur 21, soit 62,6 % des voix obtenues lors des élections locales du 13 octobre 2024.  
Le conseil communal est actuellement réparti comme suit : 8 sièges pour la liste "Le Bon Sens pour Yvoir" ( LBS ), 7 sièges pour « La Relève » et 6 sièges pour « Ensemble pour Yvoir » (EPY). Les membres de la liste « Le bon sens pour Yvoir » ( LBS ) sont Christine Bador, Jean-Pol Boussifet, Jean-Claude Deville, Marcel Colet, Étienne Defresne, Julien Rosière, Bernard Deravet et Anne-Laurence Henry.  
Les conseillers de « La Relève » incluent Delphine Cauchie, Pierre-Yves Devresse, Jean-Pierre Marinx, Raphaël Frédérick, qui préside le Conseil Communal, ainsi que Nathalie Blauwbloeme, échevine chargée de l'Enseignement, de l’Accueil Temps Libre (A.T.L.), de la culture (ludothèque, bibliothèque, conservatoire), de la population et de l’état civil. Patrick Evrard, quant à lui, est échevin de l’Aménagement du territoire, de l’urbanisme, de l’énergie, de l’environnement, de la transition et de l’adaptation, de l’agriculture, des forêts, du bien-être animal, du devoir de mémoire et de la fiscalité. Enfin, Alexandre Visée exerce comme bourgmestre d’Yvoir, chargé de la sécurité, du personnel, des services juridiques, des relations avec la tutelle, de la coopération supra/intercommunale, du Plan Stratégique Transversal, de l’informatique, de la communication, de la participation citoyenne, des comités d’accompagnement des carrières, des cultes et de la jeunesse.  
Le groupe « Ensemble pour Yvoir », qui détient 6 sièges, est représenté par Thierry Lessire, Fabrice Camus, Guy Boodts et Bertrand Custinne, premier échevin chargé des Travaux (ateliers et travaux subsidiés), des marchés publics, du PCDR, de la mobilité et des finances. Enfin, Thierry Lannoy est échevin du Tourisme, du patrimoine (historique et salles communales - prévention), de l'économie, de l’emploi, du commerce, du sport et des associations.
Géraldine Biot, membre de la liste « Ensemble pour Yvoir », occupe le poste de présidente du CPAS.

## Patrimoine et culture

### Patrimoine architectural
- Gare d'Yvoir

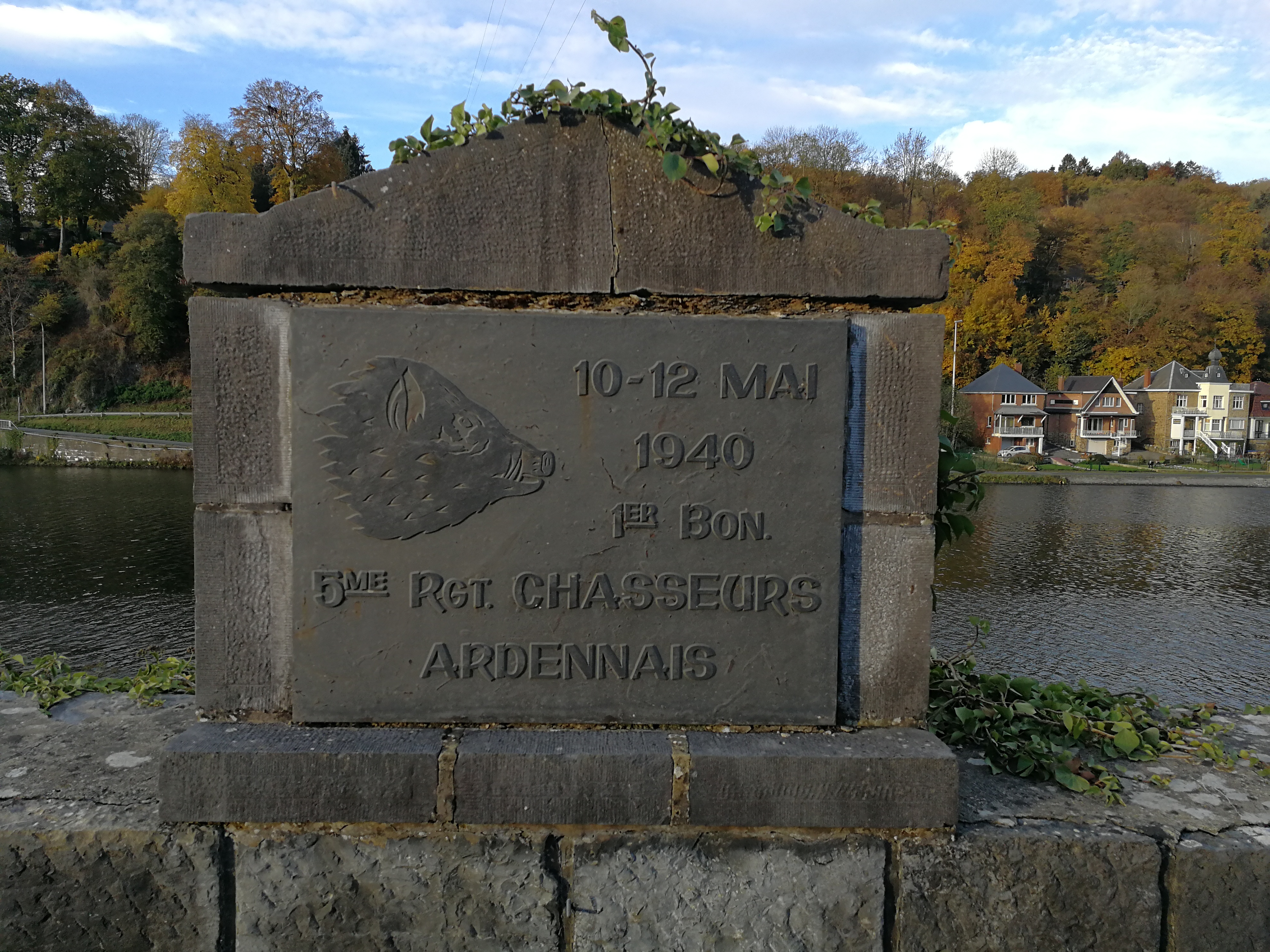
Plaque posée à l'entrée de l'ancien pont d'Yvoir en l'honneur du 1er bataillon, 5e régiment des Chasseurs Ardennais. Il est situé rive droite, à l'endroit où un blindé allemand se fit détruire le 12 mai 1940. On y distingue une tête de sanglier, mascotte des Chasseurs Ardenais.

- Trois monuments commémorent la résistance à l’attaque allemande du 12 au 15 mai 1940 :

Sur la culée de l’ancien pont sur la Meuse (rive droite), le monument aux Chasseurs Ardennais qui défendaient le pont (un peloton du 5e Régiment).
Sur la rive gauche, en face du monument aux Chasseurs Ardennais, une stèle centrale dressée à l’avant-plan d’un demi-cercle formé de cinq piliers en pierre, en souvenir du lieutenant belge René de Wispelaere (inscription bilingue).

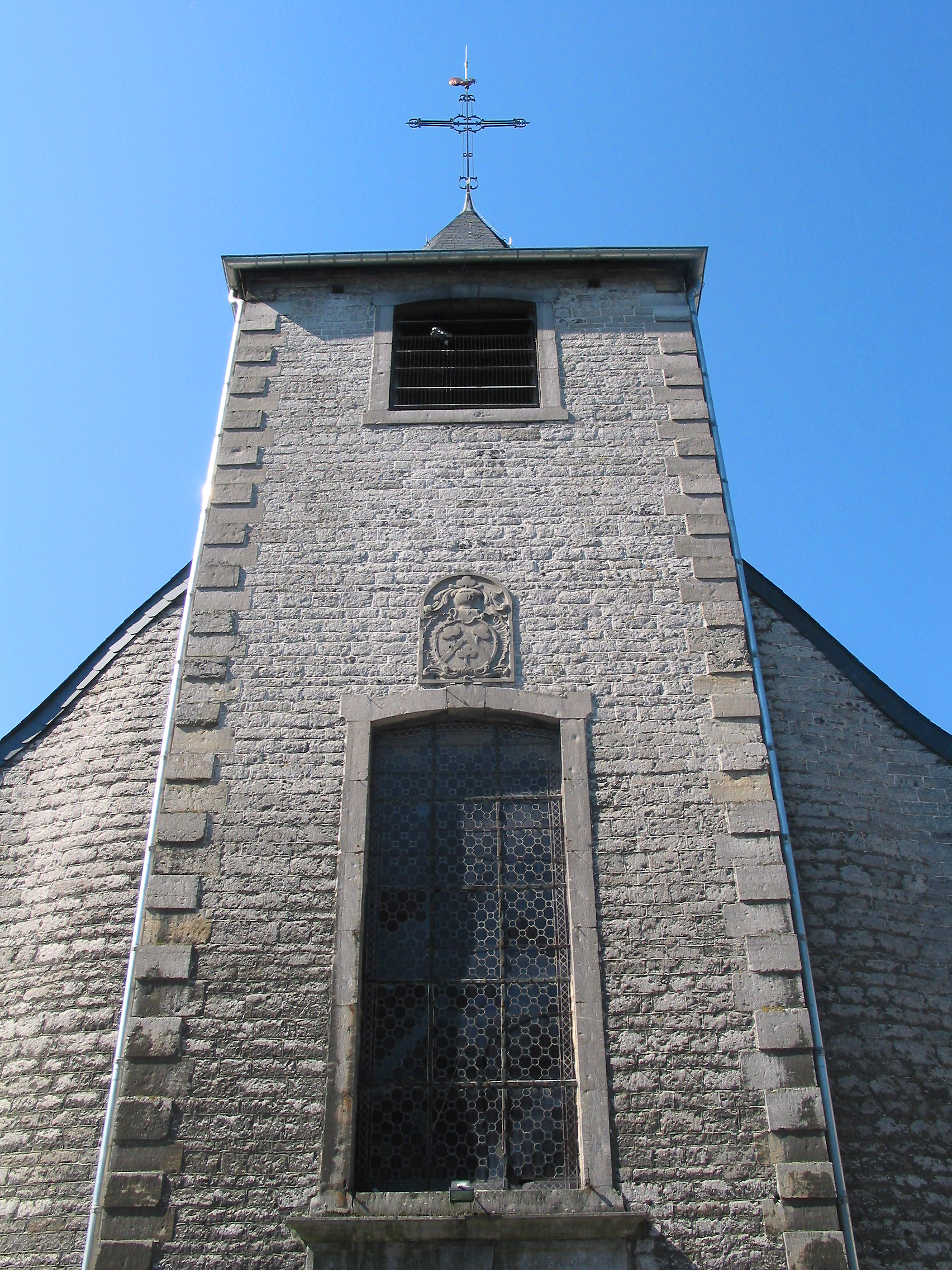
L'église Saint-Éloi (1763).

Devant la maison communale, en l’honneur du colonel français Tachet des Combes, commandant le 129e Régiment d’Infanterie, et des 154 militaires de cette unité.
- Un ancien maka à l'entrée du parc.
- De nombreux anciens hôtels au quartier de la gare et dans le centre, au temps de la splendeur du tourisme.
- Quelques vestiges des anciennes forges entre Yvoir et Bauche. Voir surtout le moulin de Bauche, souvenir de la 12° forge d'Yvoir.
- Un magnifique hôtel de Ville.
- Liste du patrimoine immobilier classé d'Yvoir
- L'ile d'Yvoir : d'une longueur de 400 m, d'une largeur de 100 m, elle couvre une superficie de 2,5 ha dont la moitié est dévolue au tourisme.

## Sports et vie associative

### Sports

#### Télévision
Le RFC Yvoir B a participé, en 2015 et 2016, à l'émission de téléréalité Les Héros du gazon, consacrée aux pires équipes de football en Belgique.

#### Manifestations sportives
La ville a accueilli les championnats du monde de cyclisme sur route en 1975.